# ケンドリー・パエス
レイ・ケンドリー・パエス・アンドラーデ（Ray Kendry Páez Andrade, 2007年5月4日 - ）は、エクアドル・グアヤス県グアヤキル出身のサッカー選手。リーグ・アン・ストラスブール所属。エクアドル代表。ポジションはMF。

## クラブ経歴

### キャリア初期
グアヤキルで生まれたパエスは、5歳の時に地元のバルセロナSCのユース部門であるアカデミア・アルファロ・モレノでキャリアをスタートさせた。8歳の頃、バルセロナSCはパエスと契約するチャンスを得たが、クラブの会長は「10歳にも満たない年齢の選手との契約に大金を払うのはリスクが大きすぎる」という理由で契約には至らなかった。その後、CSエメレクに短期間在籍した後、CSパトリアに移籍し、フォワードとしてレギュラーとして活躍するようになった。

### インデペンディエンテ・デル・バジェ
2018年、パエスが12歳の頃にインデペンディエンテ・デル・バジェのユースに入団。その後2022年にオーストリアのザルツブルグで開催されたネクスト・ジェネレーション・トロフィーでは3得点を挙げつつチームを決勝進出に導く活躍をし、大会最優秀選手に選ばれた。ユースチームでの活躍によって、若手選手の育成に定評のあるドイツのボルシア・ドルトムントを含むヨーロッパの複数のクラブから注目を集め、2022年末にはプレミアリーグのマンチェスター・ユナイテッドも獲得に乗り出したがいずれも拒否された。
2023年には15歳でトップチームに昇格。同年2月12日国内カップ戦スーペルコパ・エクアドルのSCアウカス戦でベンチ入りすると、25日の国内リーグプリメーラ・カテゴリア・セリエA2023年シーズン開幕戦のムシュク・ルナSC戦では、プロデビュー戦を先発出場で飾り、後半25分にはプロ初ゴールも決め、開幕戦を3-1の勝利に貢献した。これにより、パエスはエクアドルのトップリーグ史上最年少の選手となった。

### チェルシー
2023年6月5日、パエスが18歳を迎える2025年夏にプレミアリーグのチェルシーに移籍することが発表された。

#### ストラスブール
2025年7月31日、ストラスブールへのレンタル移籍が発表された。

## 代表経歴
プロデビュー前の2022年から飛び級でU-17エクアドル代表としてプレーしている。
2023年の南米ユース選手権では、トップチームへの適応を促進させること理由にクラブはエクアドルのU-20代表チームからの召集を拒否した。同年3月に母国エクアドルで開催された南米U-17選手権では、17歳以下のエクアドル代表に招集され、初戦のU-17ブラジル戦ではチームの2点目をアシストした。さらに、ファイナルステージのU-17アルゼンチン戦とU-17コロンビア戦で得点を挙げるとチームは準優勝に輝き、2023 FIFA U-17ワールドカップの出場権を獲得した。
その2ヶ月後の5月から6月にかけてアルゼンチンで開催された2023 FIFA U-20ワールドカップのU-20チームにも選出されると、16歳の誕生日を迎えてから約3週間後のU-20フィジー戦で得点を挙げ、FIFA U-20ワールドカップ46年の歴史の中で最年少の得点者となった。
6月5日、エクアドルのA代表に初招集。9月12日の2026 FIFAワールドカップ・南米予選のウルグアイ戦で先発で起用され、代表デビュー。後半25分まで出場し、試合も2-1で勝利した。

## タイトル

### クラブ
インデペンディエンテ・デル・バジェ
- レコパ・スダメリカーナ: 2023
- スーペルコパ・エクアドル: 2023